# Protolestes leonorae
Protolestes leonorae – gatunek ważki z monotypowej rodziny Protolestidae. Endemit Madagaskaru; stwierdzony na trzech stanowiskach w  północnej i środkowo-wschodniej części wyspy.